# Milane Frantz
Milane Diane Frantz (nascida Duncan, nascida em 1970) é uma herdeira bilionária da fortuna da família Duncan através da Enterprise Products, que permanece sob o controle da família.

## Início da vida
Milane Frantz nasceu em 1970, filha de Barbara Ann e Dan Duncan. Seu pai, Dan Duncan, foi o cofundador da Enterprise Products.

## Carreira
Frantz é um investidor. Ela herdou US$ 3,1 bilhões com a morte de seu pai. Devido a uma revogação temporária da lei do imposto sobre o patrimônio no ano de 2010, Duncan se tornou o primeiro bilionário americano a não pagar nenhum imposto sobre o patrimônio desde sua promulgação. O patrimônio líquido de Frantz era de US$ 4,3 bilhões em abril de 2020.

## Vida pessoal
Em 28 de julho de 2001, ela se casou com Matthew J. Frantz, filho de Philip e Judy (Erhardt) Frantz. Ele morreu em 4 de setembro de 2014, aos 45 anos.
Ela mora em Houston, Texas.